# 国际工业设计协会
国际工业设计协会（The International Council of Societies of Industrial Design，ICSID），成立於1957年，是一个由多个國際工业设计组织發起成立的非營利組織，旨在提升全球工业设计的水平。該协会是國際設計聯盟（IDA）的创始成员，與國際平面設計協會（Icograda）和國際室內建築師暨設計師團體聯盟（IFI）共為世界三大專業設計師團體，是世界設計大會（IDA Congress）的重要協助者之一。
目前协会在全球50个国家，拥有150个会员单位，代表着超过全球15万名工业设计师。

## 目标
国际工业设计协会的愿景是努力构建一个以设计提升人的社会生活、文化生活、经济活动和生态环境品质的世界。
协会的任务包括：
1. 促进成员组织间的交流与合作。
2. 在地区与国际的层面支持和保护专业的工业设计实践。
3. 支持设计理论研究、调查与实践在不同层次教育中的进展。
4. 与设计从业者及其他国际组织展开合作，以提升全球范围对设计的认识。

如今，协会促使成员组织间的合作交流，为独立研究机构间的资源整合与协力提供动力。

## 活动

### 世界设计之都
世界设计之都是一个由国际工业设计协会引导的项目，每两年进行一次。项目通过一个包含提名征集与评估、候选名单确定、实地考察与最终选择的过程由世界设计之都组委会最终评选出本届的指定城市。指定城市得主在国际设计联盟代表大会上宣布。
获得指定的城市包括：
- 意大利都灵 - 2008年
- 韩国首尔 - 2010年
- 芬兰赫尔辛基 - 2012年[6]
- 南非開普敦 - 2014年
- 台灣台北 - 2016年
- 墨西哥墨西哥城 - 2018年
- 法國里爾 - 2020年
- 西班牙瓦倫西亞 - 2022年

### 世界工业设计日
一年一届的世界工业设计日每年的6月29日举行。活动旨在促进人们对工业设计的关注，鼓励国际工业设计协会成员与非成员举办工业设计的展览、座谈、研讨会、实践工坊等相关活动。从2009年开始，协会每年会组织一次面向协会成员中教育组织的所有学生的主题海报设计大赛。

### “设计间”工坊
“设计间”工坊（Interdesign Workshop）是一个由协会组织的一系列密集的研讨与实践活动，为期两周。活动中国际设计师与本地专家合作共同讨论某一个设计议题，寻找实践的解决方案。1971年，第一届“设计间”活动在苏联的明斯克（今属白俄罗斯）举行，当时三十名设计师围绕“面包生产”的议题进行了以产品为导向的工作。

## 成员组织

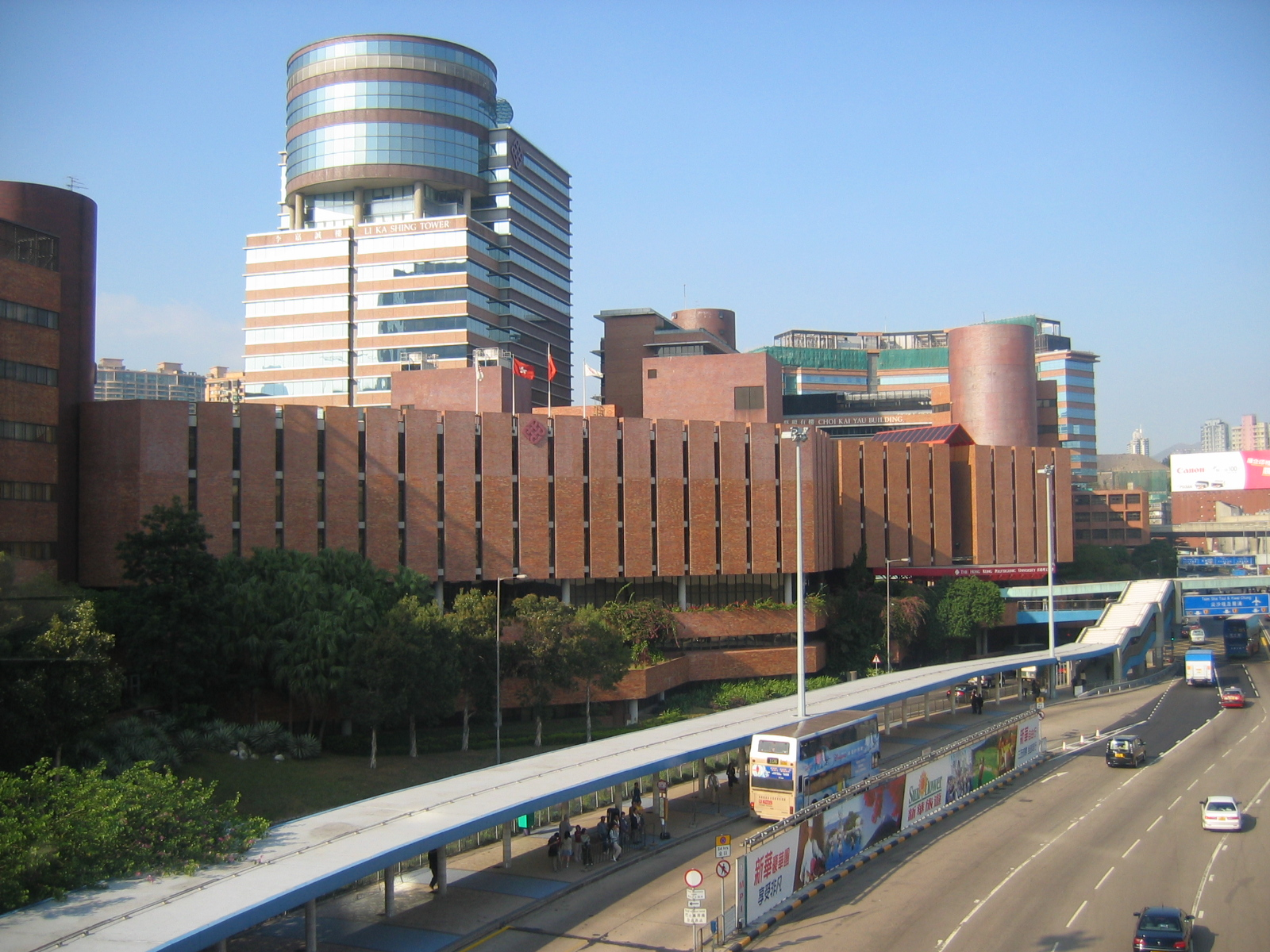
香港理工大学

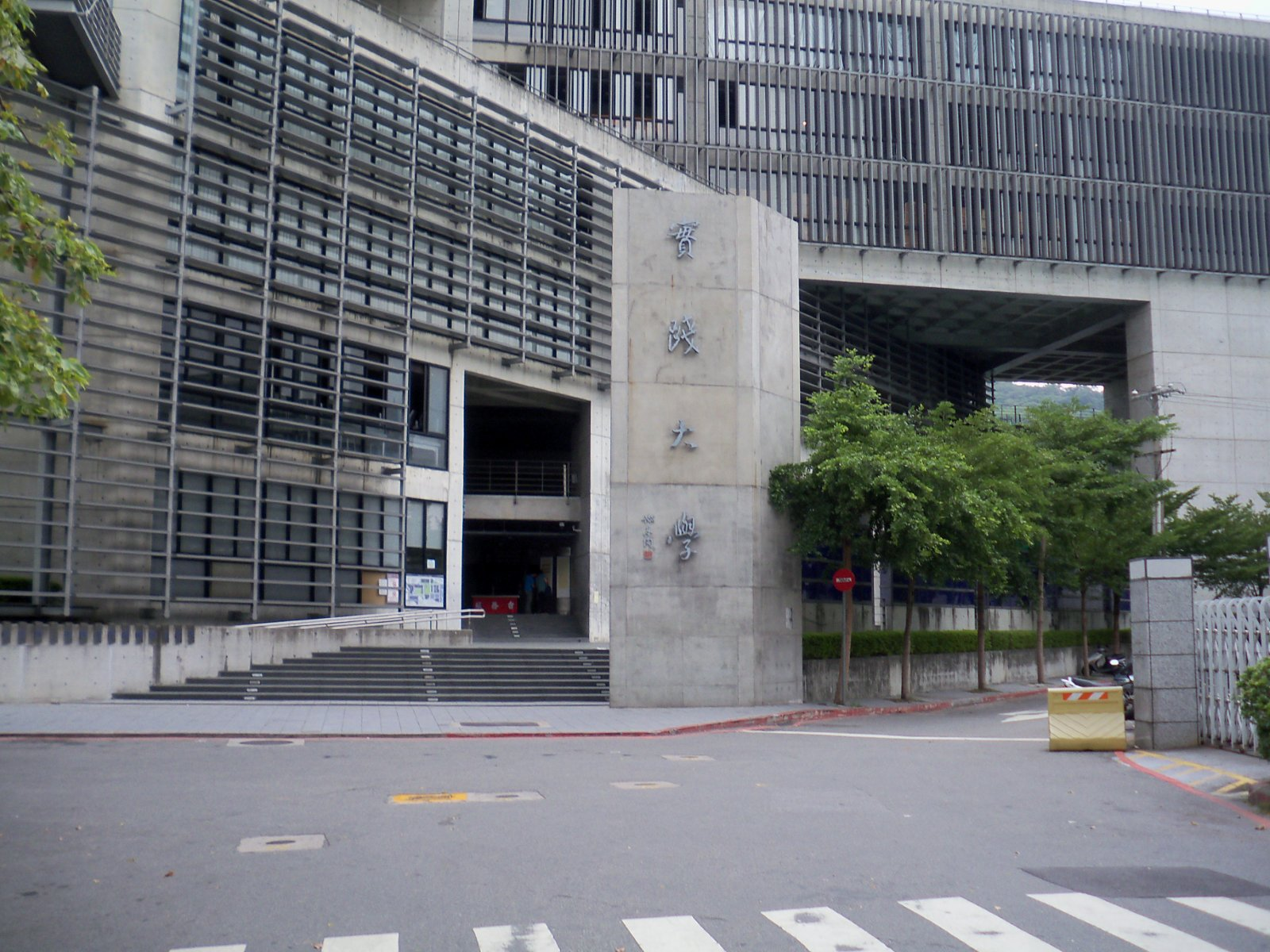
實踐大學設計學院

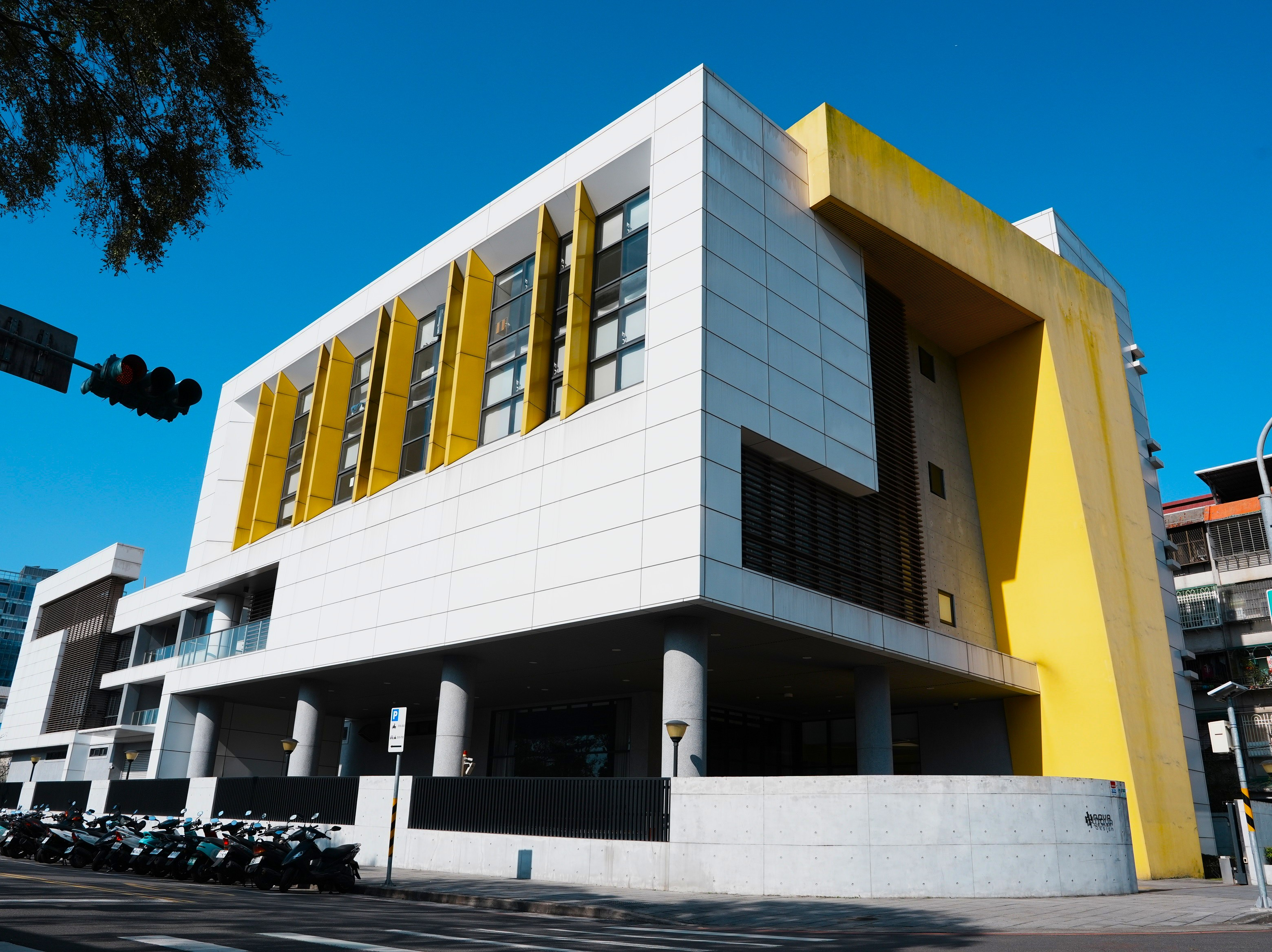
浩漢產品設計股份有限公司 台北總部

协会成员由以工业设计行业提升为目标的职业协会、促进团体、教育体系、政府机构、公司等组织组成，这些团体通过合作建立一个组织间可以保持互动，谋求共同志趣和经验的国际平台，从而使影响力得到共同提升。

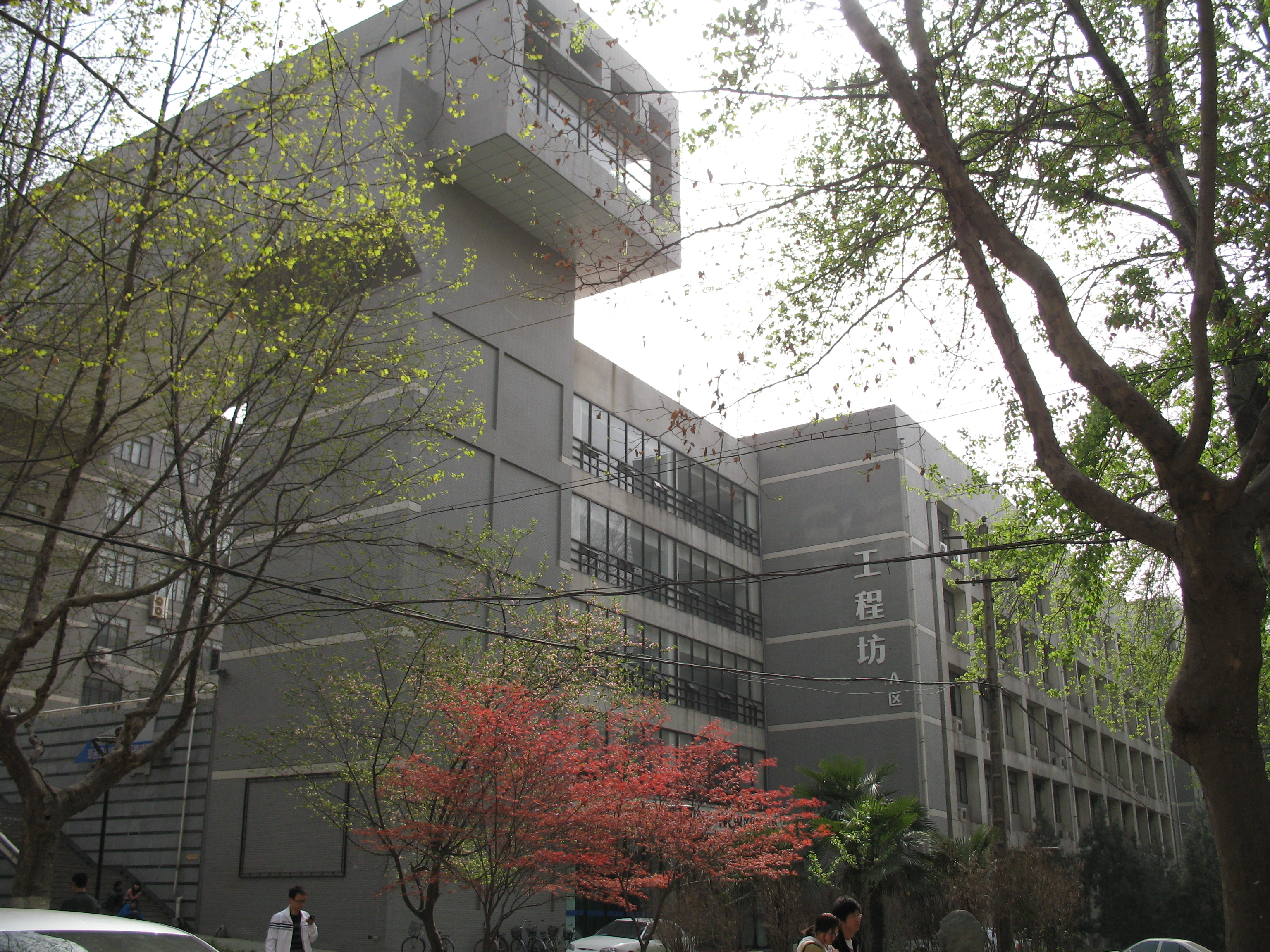
西安交大工程实践中心

以下为大中华地区具有协会投票权的成员组织。

### 中国大陆
- 中国工业设计协会
- 西安交通大学
- 中国国际设计产业联盟
- 北京工业设计促进中心

### 香港
- 香港理工大学
- 香港知专设计学院
- 香港设计中心
- 香港设计师协会

### 中華民國
- 實踐大學
- 國立台灣藝術大學
- 國立台灣科技大學
- 中華民國工業設計協會
- 財團法人中國生產力中心
- 台灣設計研究院
- 浩漢產品設計股份有限公司

## 外部連結
- 官方网站
- 国际工业设计协会的Facebook專頁
- 国际工业设计协会的Instagram帳戶
- YouTube上的
- 国际工业设计协会的X（前Twitter）